# Fejlődéstan
A fejlődéstan vagy fejlődésbiológia a különböző élő szervezetek fejlődésével és növekedésével foglalkozó tudományág. A fejlődéstan az embriológiából fejlődött ki, napjainkban főleg a sejtnövekedés, a sejtdifferenciáció és "morfogenezis" genetikai kontrollját tanulmányozza. (Utóbbi azokat a folyamatokat jelöli, melyek során a sejtek szöveteket, szerveket és szervrendszereket hoznak létre.) Napjaink egyik legdinamikusabban fejlődő tudományága, mely egyaránt felhasználja az anatómia, a sejtbiológia, a molekuláris biológia és a genetika területén elért eredményeket. Szorosan kapcsolódó területet képez az evolúciós fejlődéstan, amely a molekuláris fejlődéstan és az evolúciós biológia eredményeiből próbál egyfajta szintézist létrehozni.

## Embrionális fejlődés
Szakaszai:
Gametogenezis, vagy ivarsejtképződés: Az ivarsejtek képződése mindkét nemben azonos lépéssel kezdődik, az első, normál mitotikus osztódás eredménye a sejtproliferáció. A herében lévő sejtek a spermatogóniumok, az ováriumban osztódnak az oogóniumok. Az ivarsejtek ezután növekedésen, majd érésen mennek keresztül, melynek végén kialakul a spermium, illetve az ovum.
Fertilizáció, vagy megtermékenyítés: A folyamat során a spermium belép a petesejtbe, és megtermékenyíti azt. Közvetlenül a megtermékenyítés után lejátszódik a petesejt második érési osztódása. Az érés befejeződésével a spermium és a petesejt pronukleusza összeolvad.
Barázdálódás: Gyors, egymást követő osztódások, mely során a zigóta nem növekszik, alakja nem változik lényegesen, bár kialakul egy új üreg az embrió belsejében, a blasztocöl. A barázdálódás kezdetén a mag plazma arány alacsony, mely a barázdálódás végére eléri a normál testi sejtek arányát. A maganyag növekedése teljes egészében a petesejtben található szikanyag rovására történik.
Gasztruláció: A folyamat lényege, hogy az egyrétegű blasztodermából kialakuljon a három csíralemez. A folyamatot gyors sejtmozgások, és nagymértékű alakváltozás kíséri. A morfogenetikus sejtmozgás központja egy longitudinális, vagy cirkumponális betüremkedés, a blasztopórus ajak.
Organogenezis:A csíralemezekből kialakulnak az embrió szervkezdeményei.
Növekedés, differenciáció: A szervkezdemények funkcionáló szervekké érnek.
A fejlődésbiológusok leggyakoribb modell organizmusai (kísérleti élőlényei): a Caenorhabditis elegans nevű fonalféreg, az ecetmuslica (Drosophila melanogaster), a zebradánió (Brachydanio rerio), a házi egér (Mus musculus) és a közönséges lúdfű (Arabidopsis thaliana).
A fejlődéstan kutatási eredményei segíthetnek megérteni (és talán egy nap  gyógyítani) a különböző fejlődési rendellenességeket, mint például a kromoszóma-elváltozásokhoz kapcsolható Down-kórt. Az őssejtek tanulmányozása egy nap olyan, ma gyógyíthatatlannak tekintett betegségek kúrálásához nyújthat kulcsot, mint az Alzheimer-kór vagy a Parkinson-kór.

## A kezdetek: összehasonlító embriológia
Mint annyi más tudományág, a fejlődéstan gyökerei is Arisztotelészig vezethetők vissza. Az ő nevéhez fűződik az első ismert összehasonlító fejlődésanatómiai megfigyelés az i. e. 4. században. Felismerte, hogy az állatok különböző módon születhetnek: léteznek tojás/peterakó (ovipar), „eleventojó” (ovovivipar), illetve elevenszülő (vivipar) fajok. Ugyancsak Arisztotelész írta le először a méhlepény és a köldökzsinór szerepét, valamint a két főbb sejtosztódási mintázatot is, amelyek során az embriók kialakulhatnak: a meroblasztikus illetve a holoblasztikus osztódást.
Ezt követően mintegy két évezreden át az embriológia felett "megállt az idő". A következő említésre méltó hozzájárulás a 17. századi angol orvos William Harvey nevéhez fűződik. Harvey csirketojásokon végzett megfigyelései során elsőként írta le a csirke blasztodermát illetve a szívfejlődés korai szakaszában megjelenő vérszigeteket. Szintén a tojásokon végzett megfigyelései juttatták híres (de téves) következtetésére, mely szerint minden élőlény tojásból származik (ex ovo omnia), melyet az "Esszék az állatok fejlődéséről" ("Exercitationes de Generatione Animalium") című művében, 1651-ben tett közzé.
Harvey és egyik kortársa Marcello Malpighi munkássága nyomán bontakozott ki az embriológia történetének első nagy vitája. Malpighi 1673-as "De formatione pulli in ovo" című művében részletesen illusztrálva vizsgálta a csirkeembrió fejlődését, először írva le az aortaíveket, a szomitákat illetve a velő-barázdát. Részletes megfigyelései arra a következtetésre juttatták, hogy az embrió különböző szervei mindvégig jelen vannak és a fejlődés során csak "kigombolyodnak". Ez volt a preformáció elmélete, amely szöges ellentétben állt az Arisztotelész és Harvey által képviselt epigenezis nézetével. Kezdetekben a preformáció örvendett nagyobb népszerűségnek a klérus, a filozófusok de még a kutatók körében is, azonban a megfigyelési technikák fejlődése következtében fokozatosan bebizonyosodott, hogy az epigenezis elmélet a helyes.

## Sejtelmélet és a modern embriológia
A 19. század eleje hatalmas technikai fejlődést hozott, mind a jelölési technikák, mind a mikroszkópok érzékenysége terén. Ezeknek köszönhetően az embriológia tudományterülete is virágzásnak indult. Az orosz Christian Pander nevéhez fűződik a csíralemezek (ektoderma, mezoderma, endoderma) felfedezése illetve a különböző szövetek közötti kölcsönhatásnak, az indukció jelenségének a leírása is. (Tevékenysége annál inkább is figyelemreméltó, mert mindössze 15 hónapig foglalkozott ezzel a tudományterülettel.)
Pander munkáját Karl Ernst von Baer és Heinrich Rathke folytatta. Von Baer kiterjesztette Pander csirkéken tett megfigyeléseit más fajokra is, illetve ő volt az első, aki rámutatott, hogy a fejlődés minél korábbi szakaszában vizsgáljuk, a különböző fajok embriói annál jobban hasonlítanak egymásra. Szintén hozzá fűződik a notochord és az emlős petesejt felfedezése is. Rathke a gerinces kopoltyúívek leírójaként vonult be a tudománytörténetbe és az Ő nevét viseli az elsőként általa megfigyelt ún. Rathke-tasak (a hipofízis elülső lebenye).
Közben a biológia egyéb területein elért eredmények következményeként teret hódított a sejtelmélet, melynek úttörői Matthias Jakob Schleiden és Theodor Schwann voltak, akik elsőként megfogalmazták (1838-ban ill. 1839-ben), hogy a növények és az állatok szöveteinek alapvető alkotóelemei a sejtek. Munkájukat Robert Remak, Rudolf Virchow és Albert Kölliker folytatta, akik bebizonyították, hogy új sejtek már létező sejtek osztódásával jöhetnek csak létre ("omnis cellula e cellula"), ezzel egyúttal megteremtve a szövetfejlődés-elmélet alapjait is. A sejtelmélet megjelenése és elfogadottá válása a preformáció legelszántabb híveit is meggyőzte elméletük hamisságáról.

## A fejlődés molekuláris mechanizmusai
A 20. század második felében azonosították az embrionális fejlődésben szerepet játszó különböző molekulákat.
A különböző sejtekben jelen levő transzkripciós faktorok azok a kulcsfontosságú szabályozóelemek, amelyek az adott sejttípusra (epiteliális, izom, ideg stb.) jellemző fehérjék jelenlétét és mennyiségét szabályozzák. A transzkripciós faktorokat szignáltranszdukciós jelátviteli rendszerek szabályozzák, melyek a sejt környezetéből érkező jeleket a sejtmagba továbbítják. Ezek a jelátviteli rendszerek általában receptorokból, azok ligandjaiból illetve különböző enzimekből (például protein kinázok) állnak. A transzkripciós faktorok által szabályozott géncsaládok közül említést érdemelnek a sejtadhéziós fehérjék, amelyeknek igen fontos szerepe van a morfogenezisben, illetve a sejtciklust szabályozó fehérjék.
A fejlődésbiológia alapfogalmai
allantoisz, amnion, blasztociszta, blasztoméra, blasztula, blasztuláció, chorion, chrysalis, cleavage, ektoderma, embrió, embriogenezis, embryogeny, embriológia, endoderma,  extra-embrionális membrán, fetus (vagy foetus), gasztrula, gasztruláció, csíralemez, germ plasm, csíra, csírázás, indukció, juvenile, lárva, maternal effect, meiózis, mitózis, mezoderma, metamorfózis, morfogenezis, morula, neoteny, neural development, nymph, ontogeny, oosperma, ovism, paedogenesis, pángenezis, phylogeny, primordium, rudimentum, teratológia, zigóta